# Геническая городская община
Геническая городская община (укр. Генічеська міська громада) — территориальная община в Геническом районе Херсонской области Украины.
Создана вследствие административно-территориальной реформы в 2020 году на территории Генического района путём объединения Генического городского, Партизанского и Новоалексеевского поселкового совета, Новодмитровского, Новогригоровского, Новоивановского, Озерянского, Павловского, Петровского, Плавского, Привольненского, Ровненского, Сокологорненского, Стокопановского, Фрунзенского, Краснянского, Счастливцевского, Чонгарского, Щорсовского, Стрелковского сельских советов. Всего община включила 1 город (Геническ), 9 посёлков и 58 сёл. Своё название община получила от названия административного центра — города Геническ.
Население общины на момент создания составляло 58 331 человек, площадь общины 2021,9 км².

## Населённые пункты
В состав общины входят город Геническ, посёлки Рыково, Новоалексеевка, сёла Азовское, Акимовка, Алексеевка, Атамань, Боевое, Велетневка, Веснянка, Викторовка, Виноградный Клин, Владимировка, Вольное, Гаевое, Геническая Горка, Гордиенковцы, Догмаровка, Драгоманово, Запорожец, Зелёный Гай, Люблинка, Макшиевка, Малиновка, Москаленко, Муравейник, Николаевка, Новая Праця, Новогригоровка, Новодмитровка, Новоефремовка, Новоивановка, Новый Азов, Новый Мир, Новый Свет, Новый Труд, Озеряны, Павловка, Перекоп, Петровка, Плавское, Поповка, Придорожное, Приморское, Пробужденье, Пчёлка, Раздолье, Ровное, Сальково, Семихатка, Сергеевка, Сокологорное, Стокопани, Стрелковое, Счастливцево, Херсонское, Червоное, Черниговка, Чонгар, Ярошик, Ясная Поляна, посёлки Зализничное, Коммунарское, Ногайское, Привольное, Приозёрное, Сиваш, Таврийское.

## История общины
С февраля 2022 года община оккупирована российскими войсками в ходе вторжения России в Украину.